# Орлов (острів)
Орлов — український острів у Чорному морі, в Тендрівській затоці, на відстані 3,5 км від півострова Ягорлицький Кут. Площа острова — 25 га.
З 1927 року входить до складу Чорноморського біосферного заповідника. Розміщується в межах Причорноморської западини, має материкове походження: утворився близько 2,5—3 тис. років тому, під час останньої трансгресії Чорного моря; остаточно втратив зв'язок з материком, ймовірно, протягом останніх 500 років.

## Рослинність
Підвищення острова вкрите заростями лутиги татарської, ромашки лікарської, гостриці лежачої, щавлю кучерявого та очерету.

## Тваринний світ
Густа рослинність та проведені біотехнічні заходи посприяли розмноженню птахів на острові. Серед гніздових птахів найчисельнішими є популяції пеліканів рожевих, бакланів великих, мартинів жовтоногих та пухівок. Також тут споруджують гнізда качкові, зустрічаються горобцеподібні, полюють луні.
На острові водиться рідкісний вид плазунів, занесений до Червоної книги України — гадюка степова.